# Gołaszew
Gołaszew – wieś w Polsce położona w województwie mazowieckim, w powiecie warszawskim zachodnim, w gminie Ożarów Mazowiecki. Ma status sołectwa.
W latach 1975–1998 miejscowość administracyjnie należała do województwa warszawskiego.
Według stanu z 2011 sołectwo liczyło 111 mieszkańców. Wieś dzieli się na dwie części, jedna znajduje się w otoczeniu dworu, druga 0,5 km na północ. Obie części łączy częściowo utwardzona droga – ulica Gołaszewska.

## Historia
W XVIII wieku właścicielami tej wsi byli częściowo Gołaszewscy, a częściowo Ossolińscy. W połowie XIX wieku majątek był własnością Leopolda Śmiecińskiego, a od 1859 właścicielem wsi byli Wodzińscy. Pod koniec lat dwudziestych XX wieku Gołaszew należał do Witolda Zieleniewskiego. Powierzchnia wsi liczyła wtedy 129 hektarów.

## Dwór

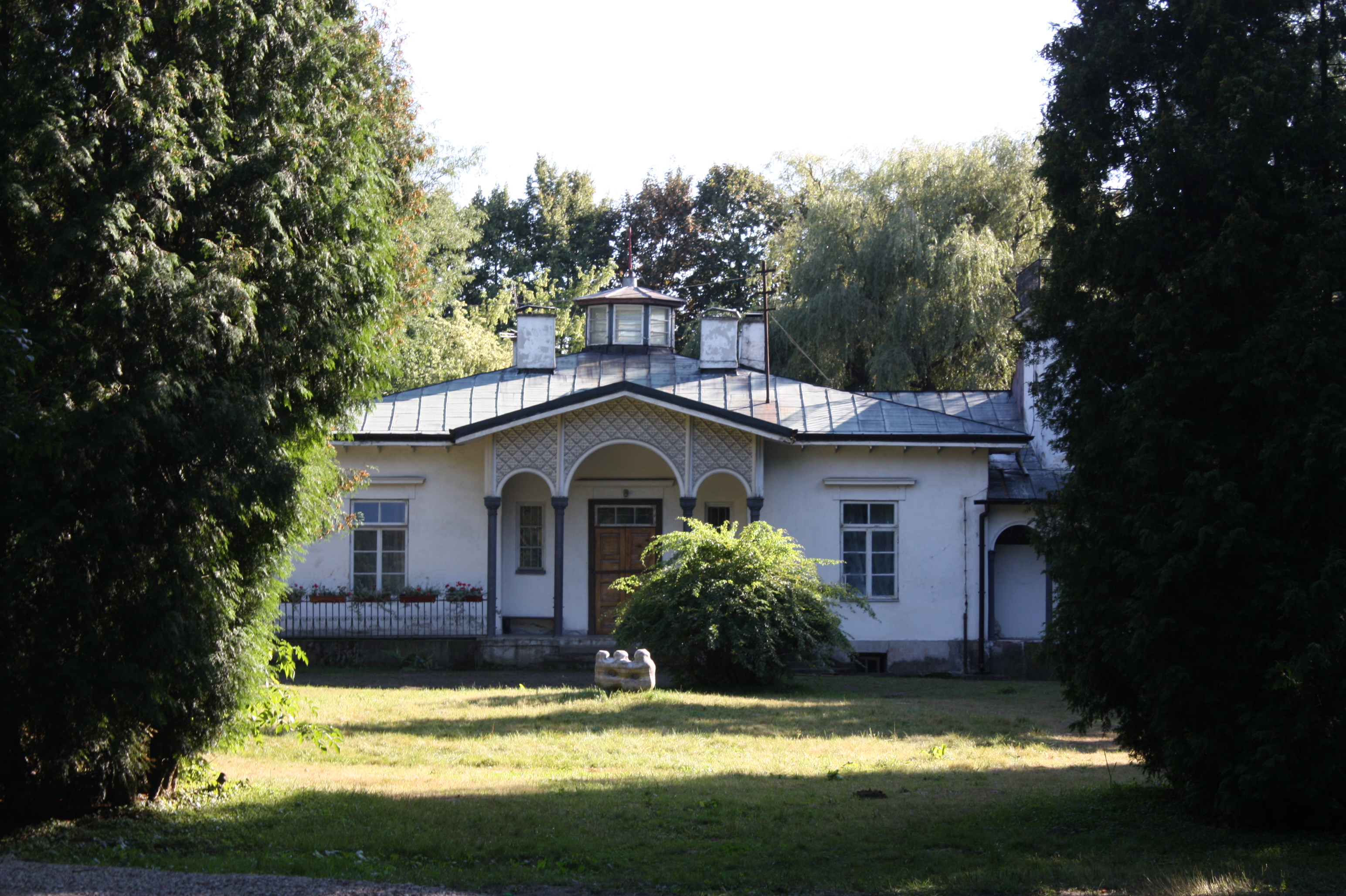
Dwór

Dwór wybudowano w połowie XIX wieku według projektu Józefa Dietricha z funduszy Leopolda Śmiecińskiego, który był ówczesnym właścicielem Gołaszewa. Obiekt nosi cechy neorenesansowe, jest parterowy, murowany, posiada czworoboczną wieżę. Po śmierci Śmiecińskiego w 1859 dwór wraz z pozostałym majątkiem Gołaszew został przejęty przez jego spadkobierczynię Ludwikę Wodzińską. Kolejną właścicielką Gołaszewa została córka Ludwiki – Izabela w 1876. Izabela Wodzińska ze względu na zadłużenie majątku sprzedała dobra Gołaszewskie w 1902 Henrykowi Janowi Blochowi, synowi Jana Gotliba Blocha – był jednym z najbogatszych warszawskich bankierów żydowskich, którego fortuna powstała m.in. przy budowie warszawskiego węzła kolejowego. Przed 1920 dobra Gołaszewskie ponownie zostały sprzedane, nabywcami byli Zielińscy. Po 1945 gospodarstwo upaństwowiono i urządzono PGR. Obecnie dwór należy do rodziny rzeźbiarza Mieczysława Kałużnego (1934-2001), który poddał obiekt restauracji. W XIX-wiecznym spichlerzu znajduje się dawna pracownia artysty.

## Park
Park krajobrazowy powstał w drugiej połowie XIX wieku, właścicielami folwarku była wówczas rodzina Wodzińskich. Na przełomie XIX i XX wieku park przekomponowano, dodano sad owocowy i sadzawkę. Obecnie park należy do gminy Ożarów Mazowiecki.
W otoczeniu parku znajduje się zbudowana z piaskowca neogotycka kapliczka Matki Boskiej z połowy XIX w.